# キャデラック・カテラ
カテラ（CATERA）は、GMが製造、キャデラックブランドで販売していた自動車である。

## 概要
欧州製輸入中型車（BMW・5シリーズ、アウディ・A6、メルセデス・ベンツ・Eクラスなど）に対抗するキャデラックのエントリーモデルとして、GM傘下にあったオペルの中型車・オメガB（MV6）をベースに開発され、1997年モデルイヤーに発売された。
キャデラック伝統の格子型グリルが取り付けられただけでなく、北米市場向けの追加安全対策や装備の追加が行われ、車両重量は1,885kgとオメガMV6より200kg近く増加、サスペンションもキャデラックのユーザー層の好みに合わせてソフト化された。こうしたセッティングは、カテラが欧州製輸入中型車に対抗するのみならず、1996年限りで生産中止されたフリートウッドに代わる「唯一の後輪駆動車」として、FFを好まないユーザー層をカバーすることが期待されていたことによるもので、同じドイツからの輸入車であるにもかかわらず、高速性能やスポーティな操縦性を売り物にするライバル達よりもソフト志向のモデルとなった。
なお、カテラのV6エンジンはイギリス・Ellesmere Port工場製、自動変速機(AT)はGM 4L30-E型で、フランス・ストラスブールで生産されたものであったが、後者はBMW・3/5シリーズのATと同じものであった。
デビュー当時のカテラの広告キャラクターには当時人気絶頂のスーパーモデル・シンディ・クロフォードが起用され、従来のキャデラックユーザーより若い層に向けて、欧州生まれのスタイリングや走りを強調する宣伝が行われた。デビュー当時の自動車ジャーナリズムの反応も上々であった。
カテラは、1980年代にキャデラックのエントリーモデルとして投入されたシマロンよりも遥かにリファインされた製品で、世評も悪くなかったが、それでもシマロン同様販売目標を達成できなかった。伝統的な需要層にはカテラのボディサイズは小さく、物足りなく感じられたし、欧州車の購買層にはBMW、アウディ、メルセデス・ベンツほどのブランド力がないオペルベースで、さらにアメリカ風のセッティングを施されていたカテラは魅力不足であった。また、タイヤの異常磨耗やエンジン不調でのリコールなど、信頼性の不足も指摘された。アメリカの消費者レビュー雑誌には1999年モデル以降のカテラの信頼性は著しく向上していたと指摘されているが、一旦失われた人気は回復しなかった。
2000年モデルイヤーには、本家のオペル・オメガのマイナーチェンジに伴い、比較的大掛かりな変更が加えられ、ノーズ・テール・ホイールのデザインを一新、インテリアデザインも変更を受け、HIDヘッドライトや固めのサスペンション、サイドエアバッグも選択できるようになった。
カテラは2002年モデルイヤーで生産を終了、累計販売台数は4年間で95,000台であった。北米のほか、中東でもキャデラックブランドとして販売されたが、欧州や日本などではベースモデルのオメガを販売していたので正規投入はされなかった。